# Junction (Utah)
Junction – miasto w Stanach Zjednoczonych, w stanie Utah, siedziba administracyjna hrabstwa Piute.